# Apichai Munotsa
Apichai Munotsa (thailändisch อภิชัย หมั่นอุตส่าห์, * 25. Februar 1992 in Udon Thani) ist ein thailändisch-schwedischer Fußballspieler.

## Karriere
Apichai Munotsa erlernte das Fußballspielen in der Jugendmannschaft des Landskrona BoIS im schwedischen Landskrona. Seinen ersten Vertrag unterschrieb er 2017 beim BW 90 IF in Bjärsjölagård. Nach einem Jahr wechselte er nach Thailand. Hier unterschrieb er einen Vertrag beim Chonburi FC. Der Verein aus Chonburi spielte in der höchsten Liga des Landes, der Thai League. In der Hinserie 2018 absolvierte er für Chonburi zwei Erstligaspiele. Zur Rückserie wurde er an den Ligakonkurrenten PT Prachuap FC ausgeliehen. Für den Klub aus Prachuap stand er viermal in der ersten Liga auf dem Spielfeld. 2019 wechselte er zum Zweitligisten Udon Thani FC nach Udon Thani. Achtmal stand er in der Thai League 2 für Udon Thani auf dem Spielfeld. Nach einem Jahr ging er Anfang 2020 zum Zweitligaaufsteiger Ranong United FC nach Ranong. Für Ranong absolvierte er bis Mitte 2020 ein Zweitligaspiel. Im Juli 2020 wechselte er zum Erstligisten Samut Prakan City FC nach Samut Prakan. Für SPC stand er 12-mal in der ersten Liga auf dem Spielfeld. Am 1. Juni 2021 wechselte er zum Ligakonkurrenten Suphanburi FC. Am Ende der Saison 2021/22 belegte er mit dem Verein aus Suphanburi den 16. Tabellenplatz und musste somit in die zweite Liga absteigen. Für Suphanburi bestritt er drei Erstligaspiele. Im Sommer 2022 wurde sein Vertrag in Suphanburi nicht verlängert.